# Édouard Herriot
Édouard Herriot (5 de Julho de 1872, Troyes — 26 de Março de 1957, Lyon ) foi um político francês. Ocupou o cargo de primeiro-ministro da França. Membro do Partido Radical.
- Entra na Escola Normal Superior, 1891;
- Formado em Letras, 1893;
- Doutor honoris causa pela Universidade de Glasgow;
- Senador de 1912 a 1919;
- Foi deputado, prefeito e ministro;
- Presidente do Conselho em 1924, 1926 e 1932, e da Assembléia Nacional em 1947;
- Aceito como membro da Academia Francesa em 5 de dezembro de 1946;
- Oficial da Legião de Honra.

Filho de François-Nicolas, tenente de infantaria e de Jeanne-Eugénie Collon, casa-se em Lyon em 30 de outubro de 1899 com Blanche Rebatel (1877-1962), filha do doutor Fleury Rebatel, presidente do Conselho Geral do Rhône. Esta união facilita enormemente sua entrada na política.
Entra no conselho municipal de Lyon em 1904 e se torna vice-prefeito e mais tarde prefeito em 1905, sucedendo Jean-Victor Augagneur.
Fica do lado de Émile Zola e Anatole France no caso Dreyfus e funda a Liga dos Direitos do Homem de Lyon.
Em 1924, é chamado para a presidência do conselho do novo presidente Gaston Doumergue.
Defensor fervoroso do laicismo, procura introduzir uma legislação laica na Alsácia-Lorena e rompe relações diplomáticas com o Vaticano.